# Arthur C. Brooks

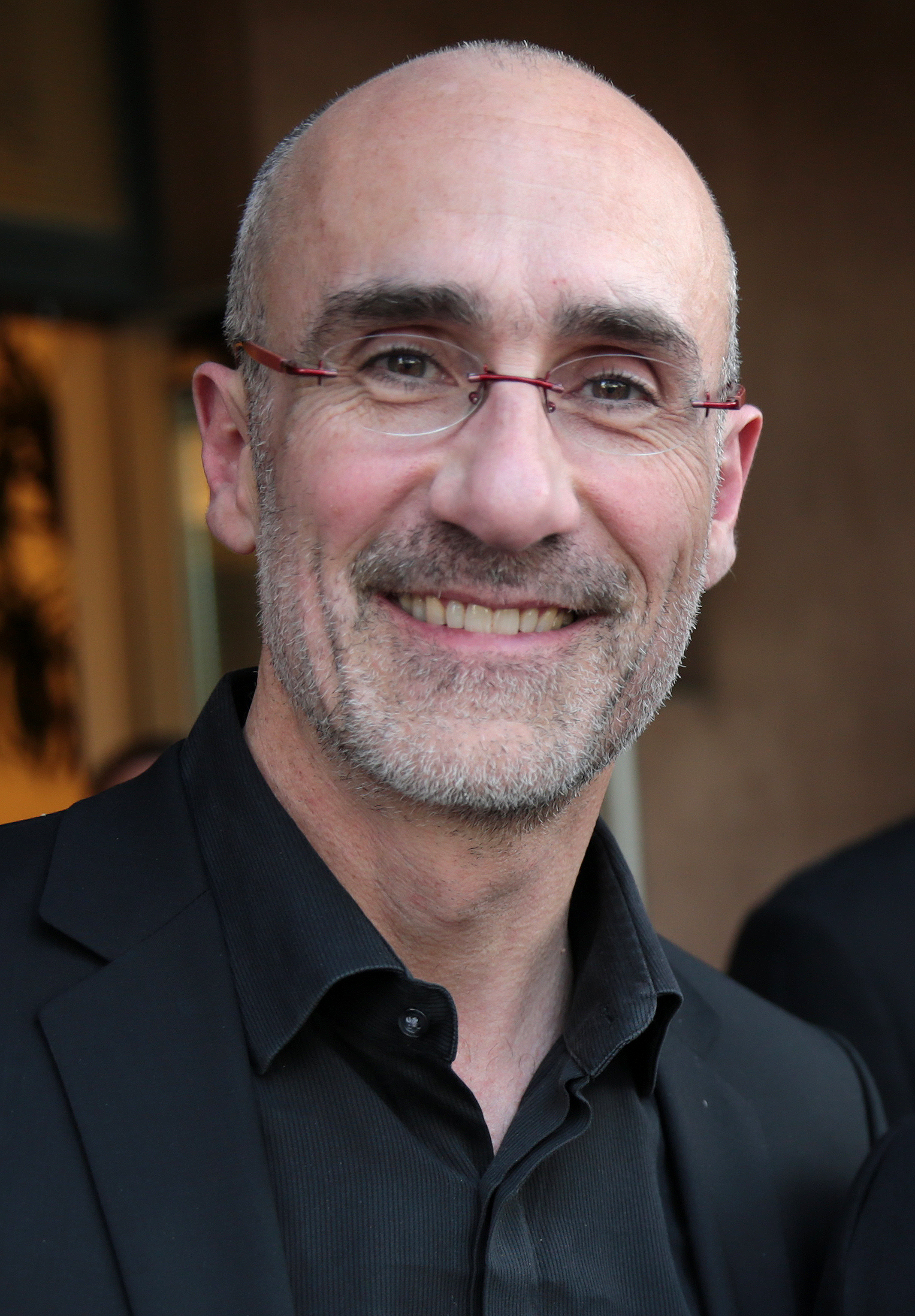
Arthur C. Brooks

Arthur C. Brooks (* 21. Mai 1964 in Seattle, Washington) ist ein US-amerikanischer Wirtschaftswissenschaftler, Politikwissenschaftler, Soziologe, Hochschullehrer und Autor sowie Hornist, der unter anderem zwischen 2009 und 2019 Präsident der konservativen Denkfabrik American Enterprise Institute (AEI) war. Der Vertreter der wirtschaftswissenschaftlichen neoklassischen Theorie ist Autor zahlreicher Bücher über die US-amerikanischen Gesellschaft unter Berücksichtigung der politischen Lager, deren Probleme und Lösungsansätze.

## Leben

### Hornist, Soziologe, Wirtschaftswissenschaftler und Hochschullehrer

Brooks war von 2009 bis 2019 Präsident der konservativen Denkfabrik American Enterprise Institute (AEI).

Arthur C. Brooks war bis 1992 Hornist beim Orquestra Simfònica de Barcelona i Nacional de Catalunya, einem 1944 als Orquestra Municipal de Barcelona gegründeten Barceloneser Sinfonieorchester, das gleichzeitig als katalanisches Nationalorchester fungiert. Danach war er Hornist beim Annapolis Brass Quintet (ABQ) sowie zwischen 1992 und 1995 Professor für Horn am Harid-Musikkonservatorium der Lynn University in Boca Raton. Daneben begann er ein Studium der Wirtschaftswissenschaften am Thomas Edison State College in Trenton, das er 1994 mit einem Bachelor of Arts (BA Economics) beendete. Darauf folgte ein Studium der Wirtschaftswissenschaften an der Florida Atlantic University (FAU), welches er mit einem Master of Arts (MA Economics) beendete. Nachdem er ein weiteres Studium der Philosophie an der Frederick S. Pardee RAND Graduate School abgeschlossen hatte, war er zwischen 1996 und 1998 als Doctoral Fellow mit einem Stipendium der RAND Corporation Doktorand an der Frederick S. Pardee RAND Graduate School und schloss dort 1998 seine Promotion zum Doctor of Philosophy (Ph.D.) mit dem Schwerpunkt Politikanalyse mit der Dissertation Arts, Markets, and Governments. A Study in Cultural Policy Analysis ab. Darin geht er dem Problem nach, dass viele Kunstfirmen steigende Kosten im Verhältnis zu ihren Einnahmen erleben. Seine Dissertation argumentiert, dass Nachfragemanagement, wenn es richtig definiert und verfolgt wird, zumindest eine Teillösung für dieses Problem darstellt. Erstens wird ein Ansatz zur Nachfrageerweiterung, der vom Luxusimage der Produkte von Kunstunternehmen abhängt, sowohl theoretisch als auch empirisch mit einem Ansatz verglichen, der den Schwerpunkt darauf legt, neue Publikumsmitglieder mit den Künsten bekannt zu machen. Daten zu Sinfonieorchestern deuten darauf hin, dass der erste Ansatz für Orchester mit niedrigerem Budget effektiver ist, während der zweite für größere Orchester besser ist. Zweitens wird das Verhältnis zwischen öffentlicher Kunstförderung und privater Philanthropie untersucht. Während argumentiert werden könnte, dass öffentliche Gelder Spenden entweder ankurbeln oder verdrängen, deuten Daten zu Symphonieorchestern darauf hin, dass die beiden Finanzierungsquellen tatsächlich unabhängig sind. Drittens wird auf der Kostenseite gezeigt, dass die Möglichkeit, Kosten zu senken, indem einige, die derzeit Vollzeitbeschäftigte sind, durch Teilzeit- oder nicht unter Vertrag stehende Künstler ersetzt werden, für einige Unternehmen eine wirksame Strategie sein kann, um das Kosten-Einnahmen-Gefälle zu beseitigen. Auf der Grundlage dieser Ergebnisse wird argumentiert, dass eine öffentliche Kunstpolitik, die alle Unternehmen gleich behandelt und die Verwendung von Mitteln einschränkt, mit ziemlicher Sicherheit suboptimal ist.
Im Anschluss übernahm er 1998 eine Professur für Öffentliche Verwaltung und Wirtschaftswissenschaften an der Georgia State University (GSU) und lehrte dort bis 2001. Daneben war er zwischen 1998 und 2008 Berater der RAND Corporation, einem Think Tank, der nach Ende des Zweiten Weltkriegs gegründet wurde, um die Streitkräfte der USA zu beraten. 2001 wechselte Brooks als Professor an die Syracuse University, an der er bis 2008 unterrichtete. 2009 wurde er als Nachfolger von Christopher DeMuth Präsident der konservativen Denkfabrik American Enterprise Institute (AEI) und hatte diese Funktion bis 2019 inne, woraufhin Robert Doar ihn im Januar 2019 ablöste. Im Anschluss wechselte er zur Harvard University und übernahm 2019 die „William Henry Bloomberg“-Professur für politische Führungspraxis an der  Harvard Kennedy School – John F. Kennedy School of Government (HKS) sowie zugleich eine Professur für Angewandtes Management an der Harvard Business School (HBS). Aus seiner Ehe mit Ester Brooks gingen drei Kinder hervor.

### Bücher

#### Weapon Mix and Exploratory Analysis. A Case Study(1997)
Ein neuer Ansatz für die modellbasierte Analyse – die explorative Analyse – erweitert traditionelle Analyseansätze, um das Verständnis komplexer Probleme zu verbessern, bietet ein breiteres Informationsspektrum für Entscheidungsträger und verbessert Vergleiche zwischen alternativen Modellierungsorten. Das dokumentierte Briefing Weapon Mix and Exploratory Analysis. A Case Study (1997), das er zusammen mit Steven C. Bankes und Bart Bennett verfasste, diskutiert und veranschaulicht die Vorteile der explorativen Analyse gegenüber der traditionelleren modellbasierten Analyse im Zusammenhang mit dem Problem des Waffenmixes. Obwohl die traditionelle Analyse nützliche Informationen liefert, ist sie begrenzt und spiegelt möglicherweise nicht die mögliche Bandbreite akzeptabler Antworten wider. Die Verbesserung des Modells oder der Daten allein kann ineffizient sein und das Problem nicht lösen. Die explorative Analyse hingegen bietet Flexibilität bei der Entscheidungsfindung, Robustheit bei Eventualitäten, Risikoneutralisierung und ein besseres Verständnis des Modells.

#### Who Really Cares. The Surprising Truth About Compassionate Conservatism(2006)
In Who Really Cares. The Surprising Truth About Compassionate Conservatism stellt Brooks die Behauptung auf, dass alle wissen, dass man für wohltätige Zwecke spenden sollte, und stellt die Frage, wer das wirklich tut. Ungefähr drei Viertel der Amerikaner geben danach Zeit und Geld für verschiedene Wohltätigkeitsorganisationen, Kirchen und Zwecke. Das andere Viertel der Bevölkerung nicht. Er fragt danach, warum sich Amerika in die zwei Nationen der Geber und Nicht-Geber gespalten hat. In Who Really Cares argumentiert er, dass Konservative mitfühlender als ihre liberalen Gegner seien. Starke Familien, Kirchenbesuche, Einkommen ohne Transferleistungen und die Überzeugung, dass Einzelpersonen und nicht der Staat die beste Lösung für soziale Missstände böten seien ausschlaggebend, wie wahrscheinlich es sei, dass man spende. In Who Really Cares skizziert Brooks Strategien zur Erweiterung der Reihen der Geber zum Wohle aller US-Amerikaner.

#### Gross National Happiness. Why Happiness Matters For America – And How We Can Get More Of It(2008)
In seinem Buch Gross National Happiness. Why Happiness Matters For America – And How We Can Get More Of It (2008) stellte Arthur C. Brooks die Frage auf, wer die glücklichsten Amerikaner sind. Umfragen zeigen, dass religiöse Menschen glauben, dass sie glücklicher sind als Säkularisten, und Säkularisten denken, dass sie glücklicher sind als religiöse Menschen. Liberale glauben, dass sie glücklicher sind als Konservative, und Konservative sind anderer Meinung. Tatsächlich denkt fast jede Gruppe, dass sie glücklicher ist als alle anderen. Brooks stellt die These auf, dass es heute in Amerika eine „Glückslücke“ (‚happiness gap‘) gebe, die beunruhigend nahe an Amerikas kulturellen und politischen Bruchlinien liege. Die große Kluft zwischen den Glücklichen und den Unglücklichen in Amerika sei größtenteils auf Unterschiede in den sozialen und kulturellen Werten zurückzuführen. Brooks vertritt die Meinung, dass (US-)konservative und libertäre Werte Glück brächten.

#### Wealth and Justice. The Morality of Democratic Capitalism(2010)
In seinem Buch Wealth and Justice. The Morality of Democratic Capitalism (2010) argumentieren Arthur C. Brooks und der Mitautor Peter Wehner, dass das US-amerikanische System des demokratischen Kapitalismus von einem komplizierten sozialen Netz aus Familien, Kirchen und Gemeinschaften abhänge und dieses kultiviere. Die öffentliche Meinung vertrete, dass das US-amerikanische System der freien Marktwirtschaft von Gier und Materialismus angetrieben werde, was zu groben Vermögensungleichheiten, Umweltzerstörung und anderen sozialen Missständen führe. Selbst Befürworter des Kapitalismus bezeichnen den freien Markt oft nur als „kleineres Übel“ (‚lesser evil‘), dessen Fehler denen der Sozialdemokratie oder des Kommunismus vorzuziehen seien. Brooks und Wehner halten ein Verständnis des Kapitalismus als korrupt und prinzipienlos für falsch und die freie Marktwirtschaft für eine Stärkung christlicher Werte. Zu den Früchten dieses Systems gehöre nach den beiden Autoren die Linderung der Armut, eine bessere Gesundheit und ein besserer Zugang zu Bildung als jemals zuvor in der Menschheitsgeschichte – aber auch ein bedeutenderer Wohlstand: das Aufblühen der menschlichen Seele.

#### The Battle. How the Fight Between Free Enterprise and Big Government Will Shape America’s Future(2011)
In The Battle. How the Fight Between Free Enterprise and Big Government Will Shape America’s Future (2011) beschrieb Arthur C. Brooks, dass Amerika vor einem neuen Kulturkrieg stehe. Es sei kein Krieg über Waffen, Abtreibungen oder Homosexualität – es ist vielmehr ein Krieg gegen die schleichenden Veränderungen in der US-amerikanischen Unternehmenskultur, dem wahren Fundament dessen, was laut Brooks das US-Volk ausmache. Der neue Kulturkampf sei ein Kampf zwischen freiem Unternehmertum und Sozialdemokratie. Viele Amerikaner hätten laut Brooks die „Übel des Sozialismus und die Raubzüge der Wohlfahrtsstaatsprogramme der Great Society“ (sic!) vergessen. Laut Brooks seien die Kräfte der Sozialdemokratie mit aller Macht zurückgekehrt und hätten die Macht des Staates in einem „atemberaubenden Ausmaß“ erweitert. The Battle biete einen Aktionsplan zur Verteidigung des freien Unternehmertums.

#### The Road to Freedom(2012)

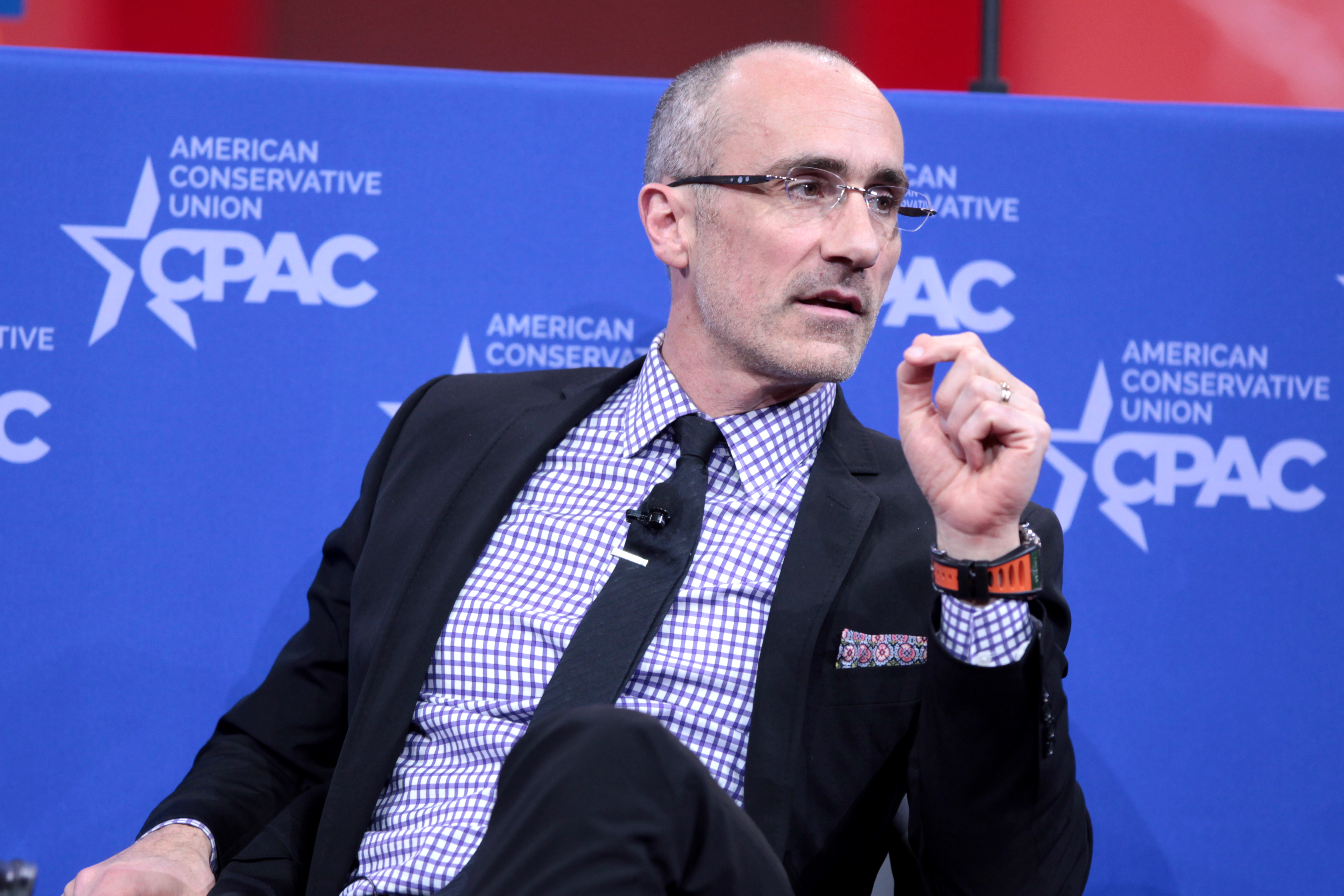
Arthur C. Brooks auf der Conservative Political Action Conference (2015).

Unternehmertum, persönliche Verantwortung und Aufstiegsmobilität: Diese Traditionen seien das Herzstück des freien Unternehmertums und seit langem von zentraler Bedeutung für Amerikas Kultur. In den letzten Jahren hätten politische Entscheidungsträger diese Traditionen jedoch nach Ansicht von Brooks dramatisch geschwächt. Brooks argumentiert in The Road to Freedom. How to Win the Fight for Free Enterprise (2012), dass dieser Trend nicht durch materialistische Appelle an die ökonomische Effizienz des Kapitalismus umgekehrt werden könne. Vielmehr erfordert freies Unternehmertum eine moralische Verteidigung, die in den Idealen des verdienten Erfolgs, der Chancengleichheit, der Wohltätigkeit und der grundlegenden Fairness verwurzelt sei.

#### The Conservative Heart. How to Build a Fairer, Happier, and More Prosperous America(2017)

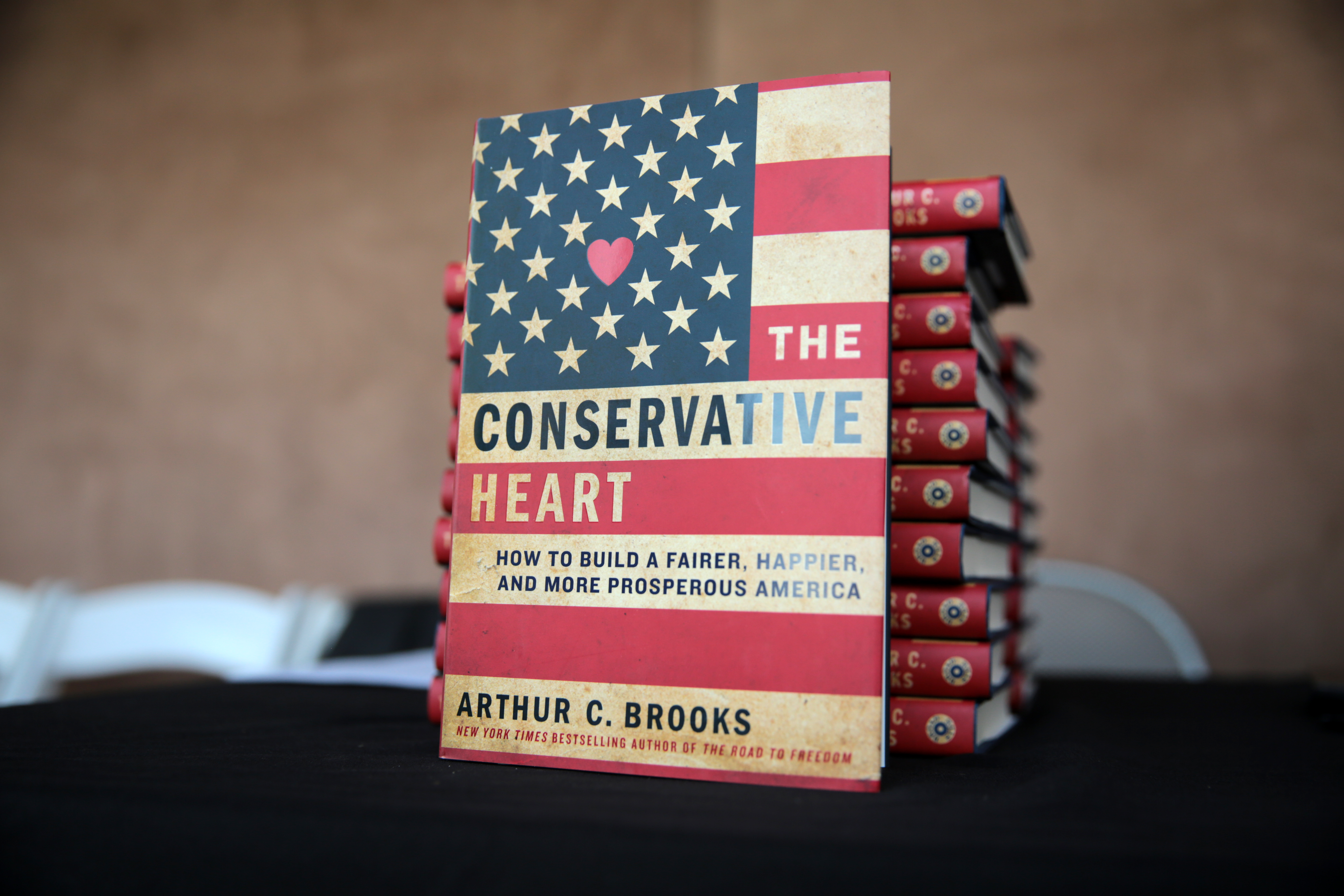
Titelseite seines Buches The Conservative Heart

Brooks beschreibt in The Conservative Heart. How to Build a Fairer, Happier, and More Prosperous America (2017) den US-amerikanischen Konservatismus als eine „Bewegung für Glück, Einheit und soziale Gerechtigkeit“, die das „liberale Monopol auf Fairness und Mitgefühl“ herausfordere. Er argumentiert für eine Agenda sozialer Gerechtigkeit für eine „Neue Rechte“ – eine integrative, optimistische Bewegung mit einer positiven Agenda zur Bekämpfung der Armut, zur Förderung der Chancengleichheit, zur „Verherrlichung der spirituellen Erleuchtung“ und zur Unterstützung aller, ein glücklicheres und erfüllteres Leben zu führten.

#### Love Your Enemies. How Decent People Can Save America from the Culture of Contempt(2019)

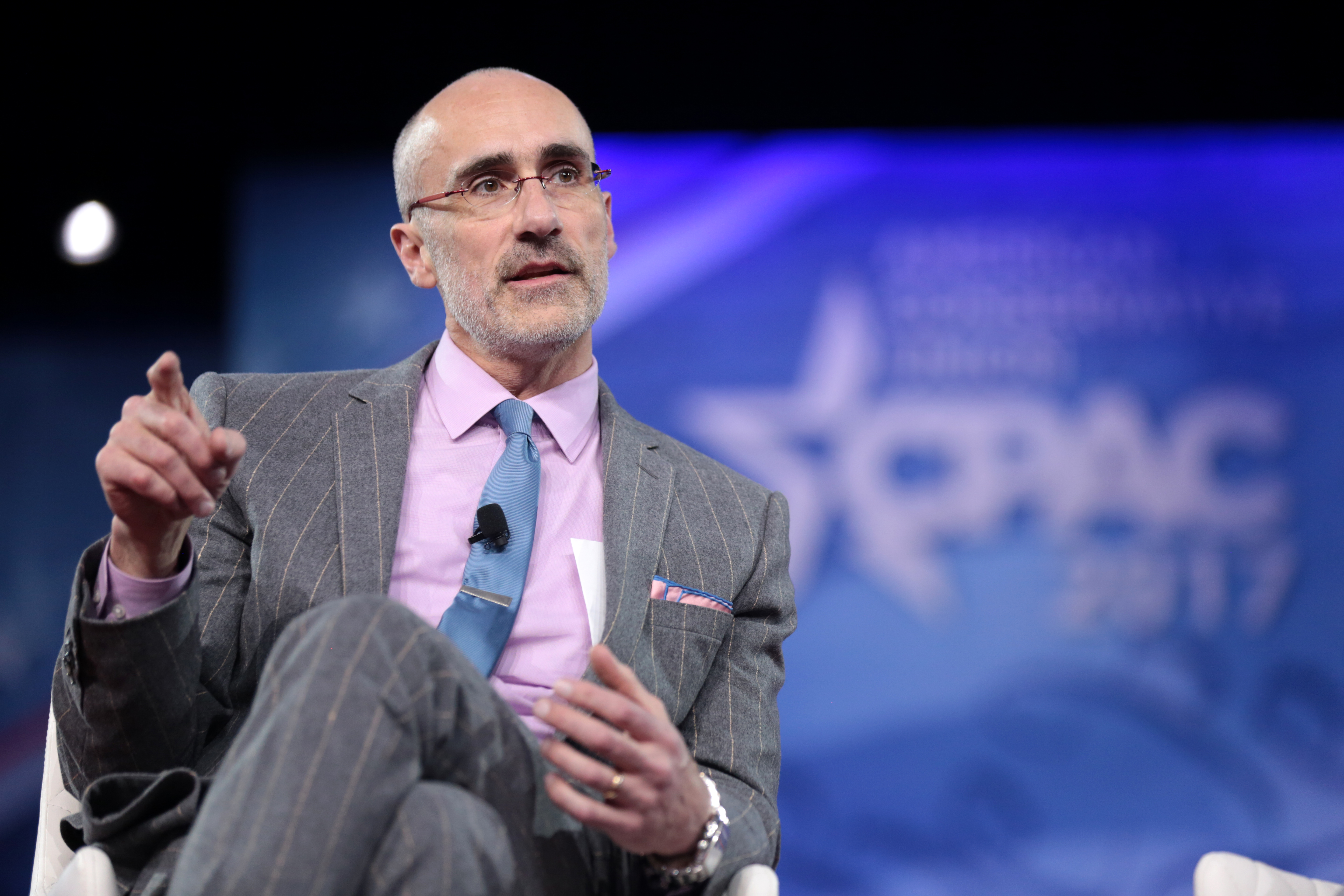
Arthur C. Brooks auf der Conservative Political Action Conference (2017).

In Love Your Enemies. How Decent People Can Save America from the Culture of Contempt (2019) argumentiert Brooks, dass Schmähungen und Empörung nicht die richtigen Formeln für dauerhaften Erfolg seien. Um Amerika zusammenzubringen, sollte man nicht versuchen, einander mehr zuzustimmen. Es gebe keine Notwendigkeit für „mushy moderation“ (weichliche Mäßigung), denn Meinungsverschiedenheiten seien „das Geheimnis der Exzellenz“. Höflichkeit und Toleranz sollten nicht die Ziele sein, denn das seien zu niedrige Standards. Und Gefühle gegenüber Widersachern seien irrelevant. Was laut Brooks zähle, sei, wie wir handeln.

#### From Strength to Strength(2022)

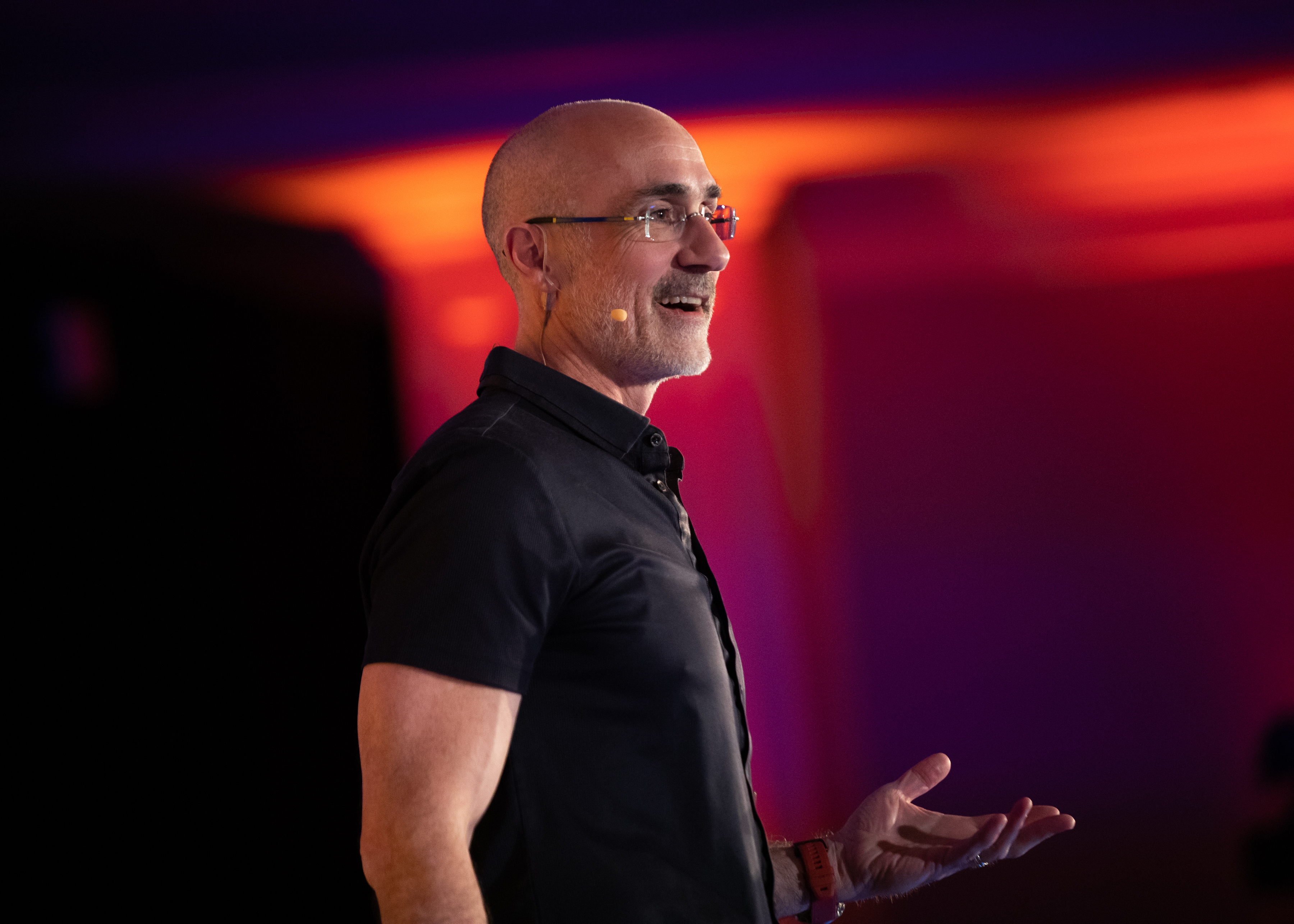
Brooks als Redner auf der In Pursuit of Happiness-Konferenz (2022).

2022 erschien From Strength to Strength. Finding Success, Happiness and Deep Purpose in the Second Half of Life als Leitfaden, wie gemäß Brooks Veränderungen im Leben, vor denen man sich fürchte, in eine Quelle der Stärke verwandelt werde. Brooks wolle Wege aus dem „Fluch des Strebers“ (‚Striver’s curse‘) zeigen, um die Gewohnheiten von Arbeitssucht, Erfolgssucht und Selbstobjektivierung aufzugeben, über den Tod zu meditieren, Angst zu besiegen und gut zu leben, sowie „ein spirituelles Abenteuer zu beginnen“ und Schwäche auf eine Weise anzunehmen, die sie in Stärke verwandele. Nach Brooks sind Veränderungen im Leben unvermeidlich, Leiden jedoch nicht.

## Veröffentlichungen
- Economic strategies for orchestras, 1997
- Weapon Mix and Exploratory Analysis. A Case Study, Mitautoren Steven C. Bankes, Bart Bennett, 1997, ISBN 978-0-8330-2535-7
- Arts, Markets, and Governments. A Study in Cultural Policy Analysis, Dissertation, Ph.D., Frederick S. Pardee RAND Graduate School, 1998
- Gifts of time and money. The role of charity in America’s communities, 2005
- Who Really Cares. The Surprising Truth About Compassionate Conservatism, 2006, ISBN 978-0-465-00821-6
- Gross National Happiness. Why Happiness Matters For America – And How We Can Get More Of It, 2008
- Social Entrepreneurship. A Modern Approach to Social Value Creation, 2009, ISBN 978-0-13-606968-3
- Wealth and Justice. The Morality of Democratic Capitalism, Mitautor Peter Wehner, 2010, ISBN 978-0-8447-4378-3
- The Battle. How the Fight Between Free Enterprise and Big Government Will Shape America’s Future, 2011, ISBN 978-0-465-02787-3
- The Road to Freedom. How to Win the Fight for Free Enterprise, 2012, ISBN 978-0-465-02941-9
- The Conservative Heart. How to Build a Fairer, Happier, and More Prosperous America, 2017, ISBN 978-0-06-279550-2
- Love Your Enemies. How Decent People Can Save America from the Culture of Contempt, 2019, ISBN 978-0-06-288377-3
- From Strength to Strength. Finding Success, Happiness and Deep Purpose in the Second Half of Life, 2022, ISBN 978-1-4729-8975-8